# Åkersnigel
Åkersnigel (Deroceras reticulatum) är en snäckart som först beskrevs av Otto Friedrich Müller 1774. Enligt Catalogue of Life ingår Åkersnigel i släktet Deroceras och familjen kölsniglar, men enligt Dyntaxa är tillhörigheten istället släktet Deroceras och familjen fältsniglar. Arten är reproducerande i Sverige. Inga underarter finns listade i Catalogue of Life.

## Bildgalleri

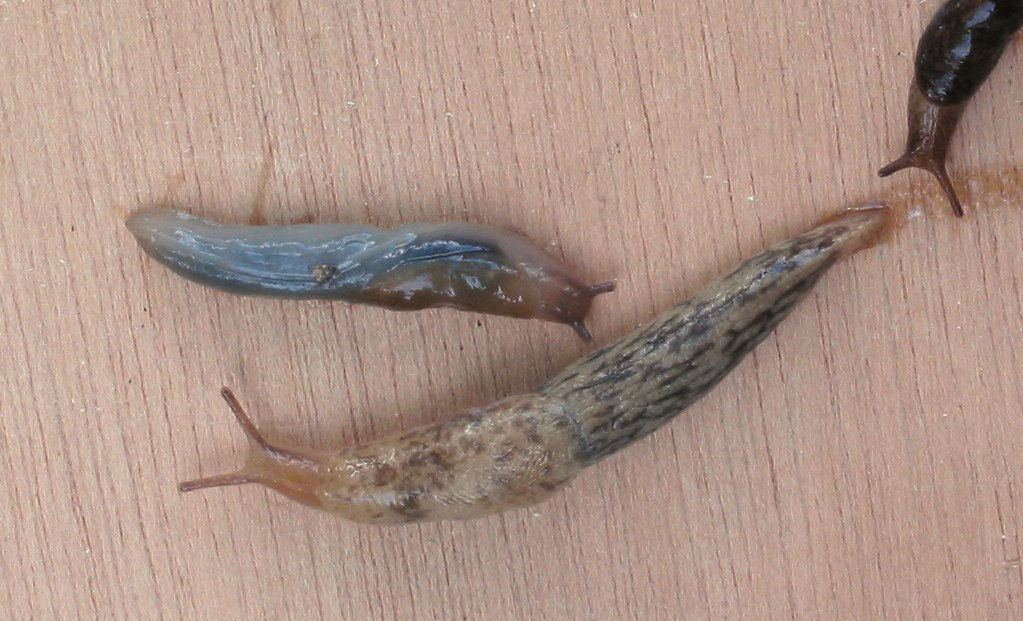
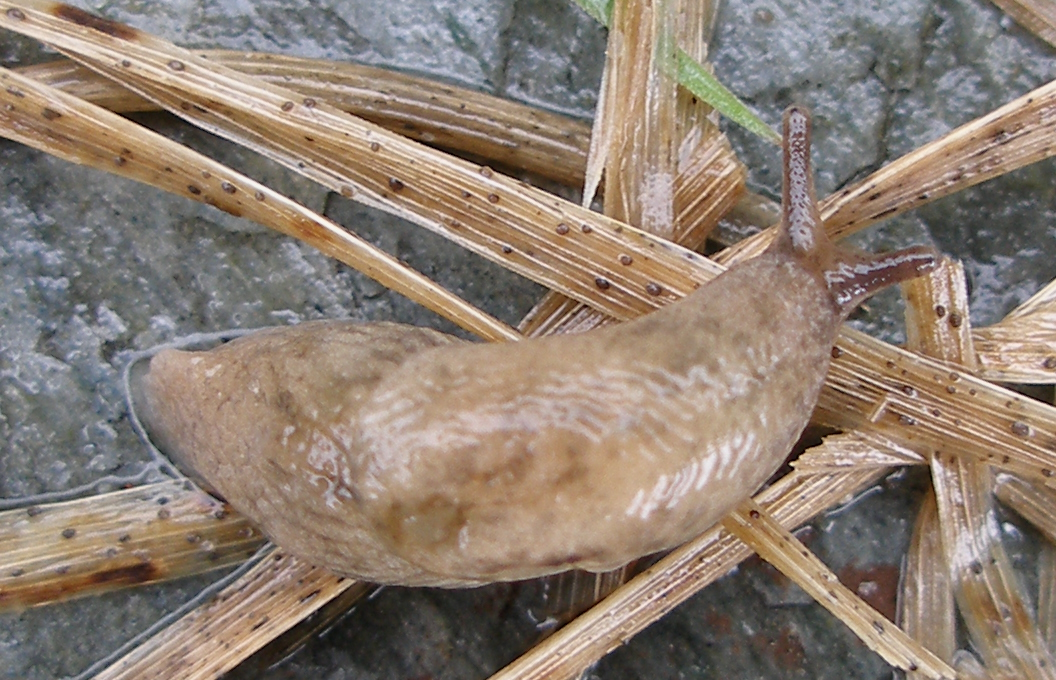